# Unter einer Decke
Unter einer Decke ist der Titel einer deutschen Comedyserie, die von 1993 bis 1994 auf dem Privatsender RTL ausgestrahlt wurde.

## Handlung
In der Serie geht es um die Beziehung der Hauptpersonen Siggi und Beate. Sie leben in wilder Ehe, was insbesondere Siggis Mutter  nicht gefällt. Sie mischt sich in alles ein. Zusätzlich unterdrückt sie noch ihren Mann, Siggis Vater, der keine eigene Meinung mehr hat. Siggis Opa Walter treibt Sport, reist gerne und wirkt auch in Bezug auf Frauen nicht wie ein Opa.
Siggis direkter Arbeitskollege Klaus hilft ihm, wenn Siggi Probleme hat. Klaus ist verheiratet mit Vera.
In der 27. Folge heiraten Siggi und Beate  und in der letzten Folge kommt ihr Kind zur Welt.
Damit wurden in Deutschland  nicht alle Drehbücher verfilmt.
Ursprünglich erdacht hat die Serie der Brite Alex Shearer, der 32 Drehbücher schrieb. In Großbritannien lief das Original „The Two of Us“ von 1986 bis 1990  auf ITV. Die erste Staffel gibt es in Großbritannien  auf DVD.
Parallel zu Deutschland verfilmte Endemol auch in den Niederlanden die Drehbücher unter dem Titel „Vrienden voor het leven“. Diese Variante war die langlebigste und brachte es von 1990 bis 1995 auf insgesamt 65 Folgen. So erfährt man hier noch, dass das Kind von Siggi und Beate (in den Niederlanden Eddie und Ellen) ein Junge wird. Die zusätzlichen Drehbücher wurden zum größten Teil vom holländischen Schauspieler Peter Lusse (Eddie) geschrieben und einige auch in Deutschland verfilmt. 64 Folgen der Serie sind auf DVD erschienen.

## Besetzung
| Charakter in der Serie    | Schauspieler      |
| ------------------------- | ----------------- |
| Siggi Jäger               | Alexander Hauff   |
| Beate Heinen (1. Staffel) | Claudia Holzapfel |
| Beate Heinen (2. Staffel) | Constanze Wendel  |
| Mutter Jäger              | Corinna Genest    |
| Vater Jäger               | Andreas Mannkopff |
| Opa Walter                | Gerd Vespermann   |
| Kollege Klaus             | Klaus-Peter Grap  |
| Vera                      | Carmen Plate      |